# Бивио Страда Векија (Фермо)
Бивио Страда Векија (итал. Bivio Strada Vecchia) насеље је у Италији у округу Фермо, региону Марке.
Према процени из 2011. у насељу је живело 946 становника. Насеље се налази на надморској висини од 70 м.